# Justus Falckner
Justus Falckner (* 22. November 1672 in Langenreinsdorf bei Crimmitschau in Sachsen; † 21. September 1723 in Newburgh, New York) war ein früher amerikanischer lutherischer Geistlicher und der erste lutherische Pastor, der auf dem Gebiet der heutigen Vereinigten Staaten von Amerika ordiniert wurde.
Zu Falckners veröffentlichten Arbeiten gehört „Grondlycke Onderricht“, welche erstmals in Niederländischer Sprache im Jahre 1708 erschien. Dies war der erste lutherische Katechismus, der in Nordamerika erschien.
Der Kalender der Evangelisch-Lutherischen Kirche in Amerika erinnert am 24. November an Falckner, gemeinsam mit Jehu Jones und William Alfred Passavant.

## Hintergrund
Falckner war der vierte Sohn Daniel Falckners, eines lutherischen Pastors in Langenreinsdorf. 1693 schrieb er sich an der Universität Halle ein, wo er unter August Hermann Francke Theologie studierte. Er schloss sein Studium ab, entschied aber, dass er nicht wirklich auf eine geistliche Karriere vorbereitet sei. Er ging nach Rotterdam, wo er und sein Bruder Daniel die Vollmacht annahmen, das Land des William Penn in Pennsylvania zu verkaufen.

## Karriere

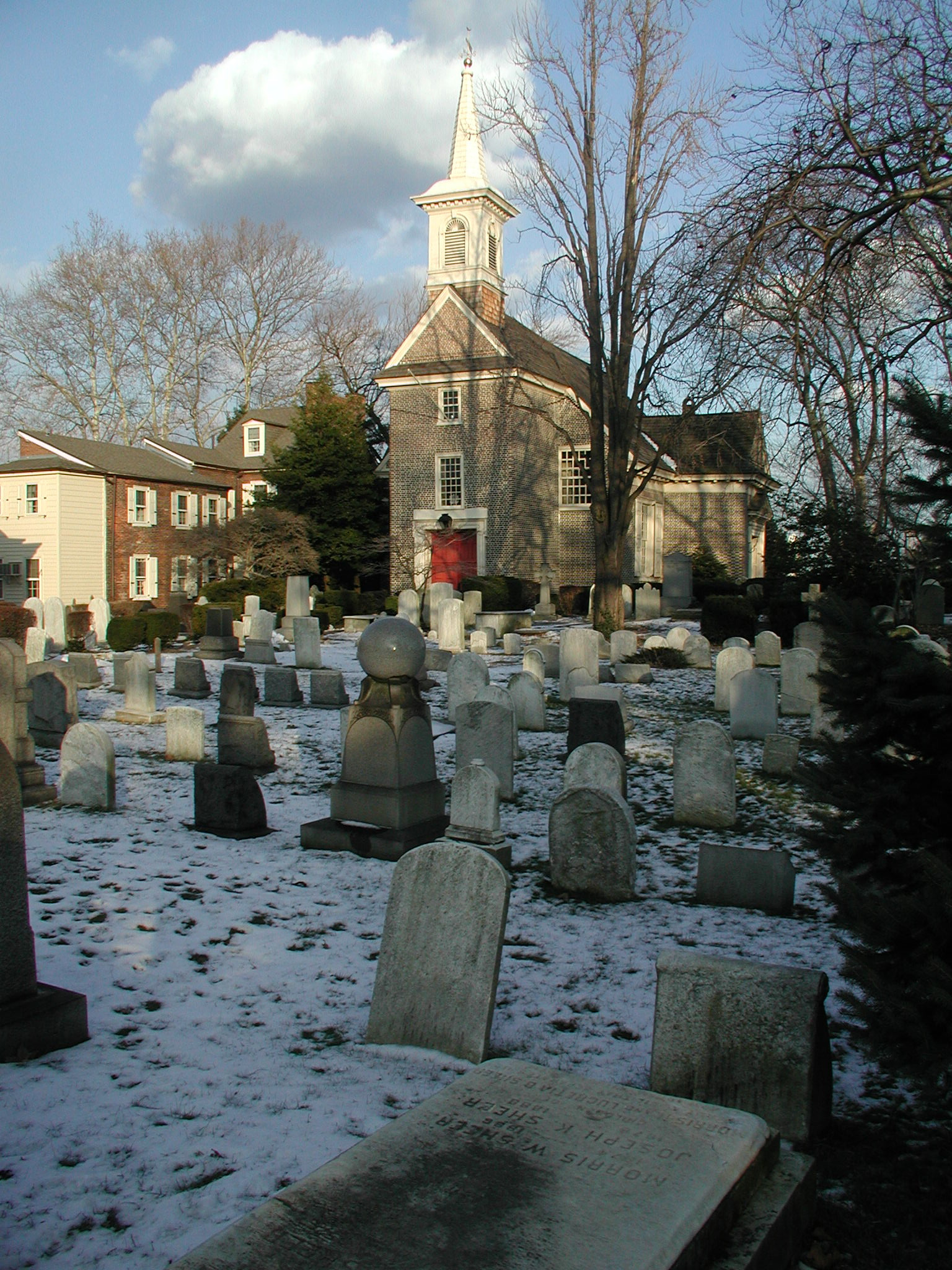
Die Gloria-Dei-Kirche in Philadelphia

Im Jahre 1701 wurden 10.000 Acres (40 km²) Land am Manatawny Creek an den schwedischen lutherischen Pastor Andreas Rudman und andere schwedische Siedler verkauft. Nachdem er mit Pastor Rudman zusammengearbeitet hatte, dachte Falckner erneut darüber nach, eine geistliche Laufbahn zu beginnen. Er wurde am 24. November 1703 an der Gloria-Dei-Kirche, der schwedischen lutherischen Kirche in Wicaco, heute Süd-Philadelphia durch Andreas Rudman unter Assistenz von Eric Björk und Andreas Sandel ordiniert. Seine ersten pastoralen Aufgaben erfüllte er für die Siedler am Manatawny Creek im New Hanover Township in Pennsylvania. Am 23. Februar 1704 stellte König Karl XII. von Schweden einen Befehl aus, der Andreas Rudman formell als Superintendent der Schwedischen Lutherischen Kirche in Amerika bestätigte. Kurz danach wurde Falckner von Rudman neu zugeteilt, um als Pastor der niederländischen lutherischen Gemeinden in Manhattan, Albany in New York und Hackensack in New Jersey zu dienen. Er erlernte die niederländische Sprache und predigte ferner auf Englisch und später auf Deutsch, nachdem er Joshua Kocherthal als Geistlicher für deutsche lutherische Immigranten nachfolgte. Im Jahre 1714 führte Falckner die Gründung der Evangelisch-Lutherischen Zionskirchengemeinde in Oldwick, der ältesten lutherischen Gemeinde in New Jersey. Zeitweilig diente er 14 Gemeinden im Tal des Hudson River.
Falckner glaubte offenbar, dass Musik ein sehr wichtiger Bestandteil missionarischer Arbeit sei. Er schrieb nach Deutschland, wobei er um eine Orgel bat, von welcher er erhoffte, sie würde mehr amerikanische Ureinwohner bekehren. Falckner schrieb Kirchenlieder wie Auf! ihr Christen, Christi Glieder; dieses Lied komponierte er während seines Studiums an der Universität Halle im Jahre 1697.

## Privatleben
Justus Falckner heiratete im Jahre 1717 Gerritje Hardick. Drei Kinder wurden dem Paar geboren: Anna Catharina (1718), Sara Justa (1720) und Benedictus (1723). Justus Falckner starb im Jahre 1723 in Orange County (New York).